# 老窑头瓷窑址
老窑头瓷窑址位于中国山西省河津市下化乡老窑头村南。

## 保护
2021年8月4日，老窑头瓷窑址公布为第六批山西省文物保护单位，古遗址类，年代为明、清，编号6-31。	